# Cerro de los Mártires
El cerro de los Mártires es un pequeño monte situado en el término municipal de San Fernando (Cádiz), cerca de la playa de Camposoto y del barrio de Gallineras. En él se encuentra la ermita del Cerro de los Mártires, cerca del lugar donde, según la leyenda, fueron martirizados (de ahí el nombre Cerro de los Mártires) San Servando y San Germán, copatrones de San Fernando y patrones de la vecina Cádiz y la extremeña Mérida.

## Historia
Existe un yacimiento de época romana en la zona, el yacimiento de Gallineras-Cerro de los Mártires dónde se encuentran una villa

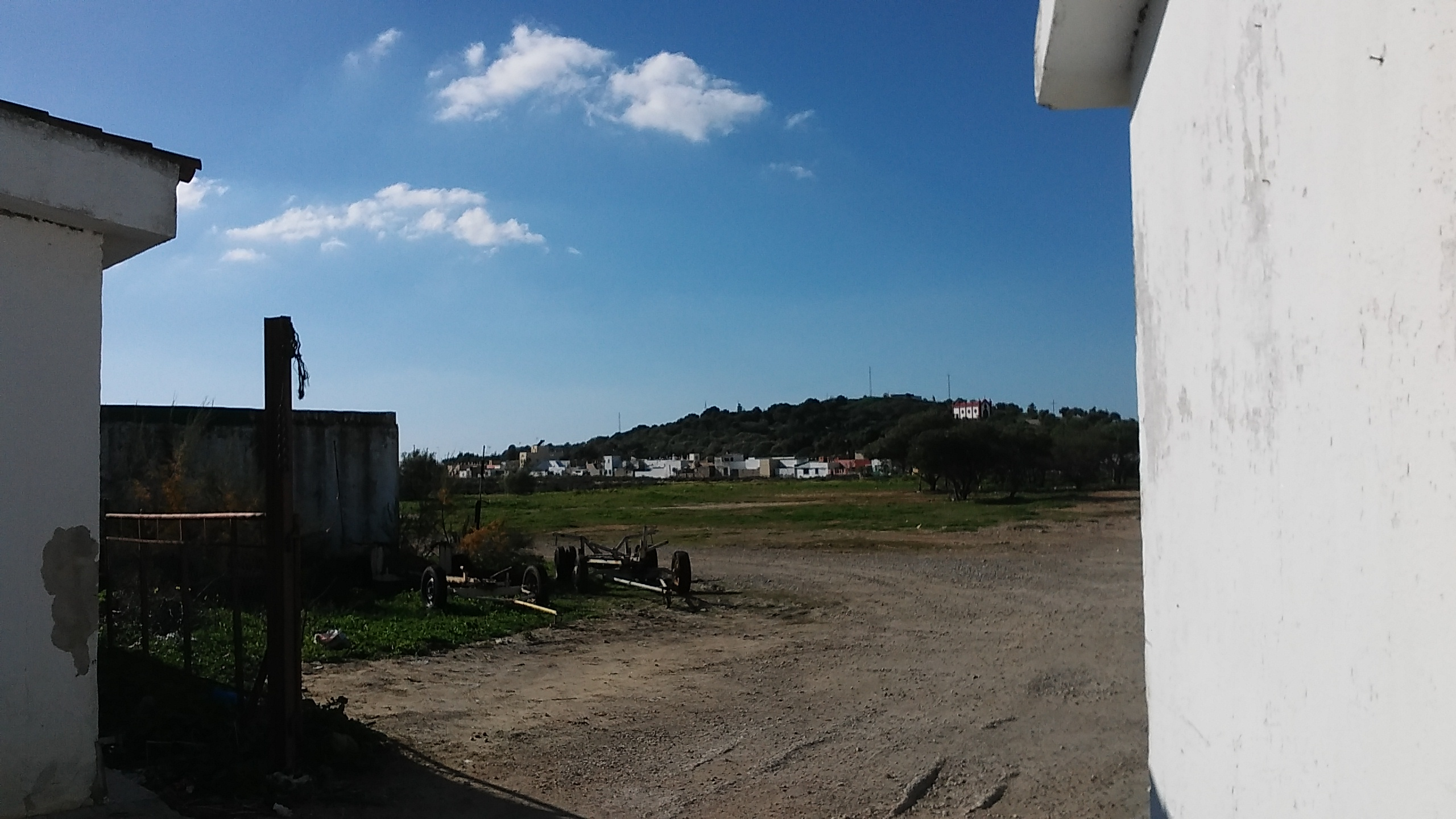
Cerro

Según la leyenda, alrededor del año 305, en los terrenos del cerro fueron decapitados los hermanos: Servando y Germán.
El año 1889 se construyó la vieja ermita, derribada en 1942. Un año después, en 1943, se construyó la actual ermita, inaugurada en 1945 y que fue bendecida el 23 de octubre de ese mismo año. Desde entonces, cada 23 de octubre se celebra una romería en honor a los santos mártires.

## Minerales
Se han descubierto, no hace mucho, restos de aragonito, chalcantita, cuarzo, halita, jacinto de Compostela, limonita, silvina y yeso. Antiguamente pudo haber habido aventurina, aunque no se conoce su existencia en la actualidad.